# On a Plain
On a Plain – singel promocyjny grunge'owego zespołu Nirvana. Znalazł się na albumie Nevermind oraz w wersji akustycznej na MTV Unplugged in New York.

## Covery
- Animal Collective.
- Agent Orange
- Rogue Wave
- Dead Sex Kitten

## Miejsca na listach przebojów
| Rok  | Single     | Lista              | Pozycja |
| ---- | ---------- | ------------------ | ------- |
| 1992 | On A Plain | Modern Rock Tracks | No. 25  |